# Blnd Hassan
Blnd Hassan (Arnhem, 12 augustus 2003) is een Nederlands-Iraaks voetballer die doorgaans speelt als aanvaller bij De Graafschap.

## Clubcarrière
Hassan speelde in zijn jeugd bij VV Arnhemia en ESA Rijkerswoerd, waarna hij werd opgenomen in de jeugdopleiding van De Graafschap. In juli 2023 tekende hij zijn eerste profcontract. In de eerste speelronde van het seizoen 2023/24 maakte hij zijn debuut voor het eerste van De Graafschap, tegen ADO Den Haag (0-0). Hij maakte zijn eerste doelpunt voor de club op 19 december 2024, tegen VV Sparta Nijkerk in de KNVB Beker (4-0). Op 20 januari 2025 maakte hij zijn eerste competitietreffer, tegen Jong FC Utrecht (1-1). 

## Interlandcarrière
Hassan heeft zowel de Nederlandse als de Iraakse nationaliteit. Hij speelt voor jeugdelftallen en zat meerdere keren bij de voorselectie van het Iraaks voetbalelftal.

## Statistieken
| Seizoen | Club          | Competitie     | Competitie | Competitie | Beker | Beker | Overig | Overig | Totaal | Totaal |
| Seizoen | Club          | Competitie     | Wed.       | Dlp.       | Wed.  | Dlp.  | Dlp.   | Dlp.   | Wed.   | Dlp.   |
| ------- | ------------- | -------------- | ---------- | ---------- | ----- | ----- | ------ | ------ | ------ | ------ |
| 2023/24 | De Graafschap | Eerste divisie | 11         | 0          | 2     | 0     | 0      | 0      | 13     | 0      |
| 2024/25 | De Graafschap | Eerste divisie | 4          | 1          | 2     | 1     | 0      | 0      | 6      | 2      |
| Totaal  | Totaal        | Totaal         | 15         | 1          | 4     | 1     | 0      | 0      | 19     | 2      |

Bijgewerkt op 17 juni 2025.